# Idaea atrosignaria
Idaea atrosignaria är en fjärilsart som beskrevs av Barend J. Lempke 1967. Idaea atrosignaria ingår i släktet Idaea och familjen mätare. Inga underarter finns listade i Catalogue of Life.